# Libeř
Libeř är en ort i Tjeckien.   Den ligger i regionen Mellersta Böhmen, i den centrala delen av landet, 19 km söder om huvudstaden Prag. Libeř ligger 309 meter över havet och antalet invånare är 753.
Terrängen runt Libeř är kuperad åt sydväst, men åt nordost är den platt. Runt Libeř är det ganska tätbefolkat, med 100 invånare per kvadratkilometer. Närmaste större samhälle är Prag, 18,7 km norr om Libeř. I omgivningarna runt Libeř växer i huvudsak blandskog.